# HSV Barmbek-Uhlenhorst
Hamburger Sportverein Barmbek-Uhlenhorst von 1923 e.V. é uma agremiação esportiva alemã, fundada a 15 de novembro de 1923, sediada em Hamburgo.

## História
As origens se encontram na fusão, a 10 de julho de 1909, dos clubes locais de ginástica Barmbeck-Uhlenhorst Turnverein 1876, Männer Turnverein 1888 Barmbeck-Uhlenhorst e Barmbecker Turnverein 1902 para criar o Hamburger Turnerschaft Barmbeck-Uhlenhorst 1876, que por sua vez, originou um departamento de futebol em 1911. Os jogadores seguiram seu próprio caminho com o Hamburger Sportverein Barmbeck-Uhlenhorst a 15 de novembro de 1923, atuando na competição de menor nível local ao longo das décadas seguintes. 
Durante a Segunda Guerra Mundial as listas de jogadores estavam esgotadas por causa das exigências de serviço das forças armadas. Por isso, o HSV jogou com várias combinações com outros clubes. Na temporada 1943-1944, HSV e Post-SG Hamburgo se juntaram durante o período de guerra como Kriegspielgemeinschaft Post/BU Hamburgo. Em 23 de junho de 1944, HSV e Post se juntaram com o SV St. Georg e Hamburgo Sperber para competir por uma única temporada como KSG Alsterdorf no Gauliga Hamburgo (I). Após o conflito esses clubes foram separados. O HSV assumiu o nome de Hamburger Sportverein Barmbek-Uhlenhorst. Em 1949, o Fußball Clube Rot-Weiß Hamburgo 1923 tornou-se parte do HSV.
A equipe conquistou o título da Amateurliga Hamburgo (III), em 1963, e bateu o Leu Braunschweig por 3 a 1 para conquistar o acesso à Regionalliga Nord (II). O time foi rapidamente rebaixado, mas ganhou novamente a Amateurliga, em 1966, retornando à segunda divisão, na qual jogariam nas oito temporadas seguintes como um time de porte médio. O HSV ainda fez aparições na DFB-Pokal, Copa da Alemanha, de 1973 a 1976, mas foi eliminado na fase de abertura.
Em 1974, as ligas de futebol do país foram reestruturadas e o time passou a disputar a 2. Bundesliga Nord, na qual terminou em 20º lugar. Essa aventura na segunda divisão deixou o clube alvejado por uma carga de dívida de mais de 500.000 DM. A equipe então caiu para a Amateurliga Nord (III), na qual lutou por algumas temporadas até deslizar para a Verbandsliga Hamburgo (IV). A queda continuou sucessivamente. O time sofreu o descenso da Landesliga Hamburgo-Hansa (V), em 1982, para a Bezirksliga Hamburgo-Nord (IV) em 1984.
O clube conquistou o título da Bezirksliga, em 1986, e atuou na quarta e quinta camada até a reestruturação da liga, que transformou a Landesliga Hamburgo-Hansa em um circuito de sexta divisão novamente em 1994. Desde 1999 a equipe jogou na Verbandsliga Hamburgo (V), vencendo por uma única temporada, em 2004-2005 a Oberliga Nord (IV).

## Títulos
- Amateurliga Hamburg (II) campeão: 1963, 1966
- Bezirksliga Hamburg-Nord (VI) campeão: 1986
- Verbandsliga Hamburg-Hammonia (III) campeão: 1962
- Landesliga Hamburg-Hansa campeão: 1999
- Verbandsliga Hamburg (V) campeão: 2004